# Димерка
Ди́мерка — село в Україні, у Кіптівській сільській громаді Чернігівського району Чернігівської області. Населення становить 122 особи. До 2015 орган місцевого самоврядування — Олбинська сільська рада.

## Історія
Село Димерка (як і багато навколишніх поселень) було згадане в переписній книзі Малоросійського приказу (1666). Також наведено поіменні відомості про 11 мешканців хутора: 11 дворів, у 4 із яких було по 2 воли, а в 7 ґрунтових не було тяглової худоби.
3 вересня 2015 року село увійшло до Кіптівської сільської громади шляхом об'єднання із Кіптівською сільрадою.
Староста — Грищенко Людмила Олександрівна із Олбина, яка є також старостою для сусідніх сіл: Олбин, Борсуків, Димерка, Савинка і Самійлівка.
12 червня 2020 року, відповідно до розпорядження Кабінету Міністрів України № 730-р від «Про визначення адміністративних центрів та затвердження територій територіальних громад Чернігівської області», село увійшло до складу Кіптівської сільської громади.
17 липня 2020 року, в результаті адміністративно-територіальної реформи та ліквідації Козелецького району, село увійшло до складу Чернігівського району

## Населення
1901 року в селі Димерка Березинська проживало 272 особи.

### Мова
Розподіл населення за рідною мовою за даними перепису 2001 року:
| Мова       | Кількість | Відсоток |
| ---------- | --------- | -------- |
| українська | 159       | 98.15%   |
| російська  | 3         | 1.85%    |
| Усього     | 162       | 100%     |